# Renault 16
Renault 16 — французский автомобиль малого класса, серийно производившийся Renault с 1965 по 1980 год. Renault 16 был достаточно популярным автомобилем в своём сегменте рынка, который ранее был представлен исключительно седанами с трёхобъёмным кузовом и универсалами. За 15 лет производства было продано 1 851 502 хетчбэков Renault 16.

## Конструкция
Основной задачей для инженеров было построить автомобиль, который должен был сильно выделяться на фоне конкурентов. Разработка автомобиля началась в начале 1960-х годов под обозначением Renault 1500. За основу был взят Renault 4, от которого будущий Renault 16 получил компоновку с вынесенной вперёд коробкой передач и расположенным продольно в пределах базы двигателем.
Работами над перспективным автомобилем занимались инженер-аэродинамик Гастон Жюше и автомобильный дизайнер Филипп Шарбоне, которым удалось объединил в двухобъёмном кузове Renault 16 черты седана и фургона, благодаря чему автомобиль получился весьма функциональным. Такой тип кузова, который позже стали называть хетчбэком, тогда был инновацией в автомобильной промышленности. 

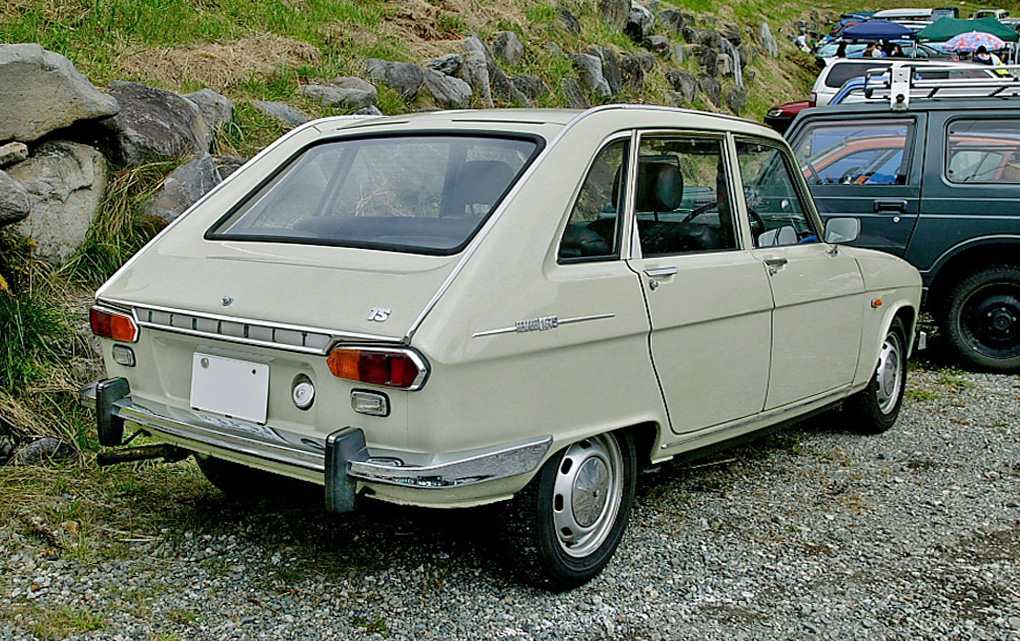
Оформление задней части (1969-1971 г.г.)
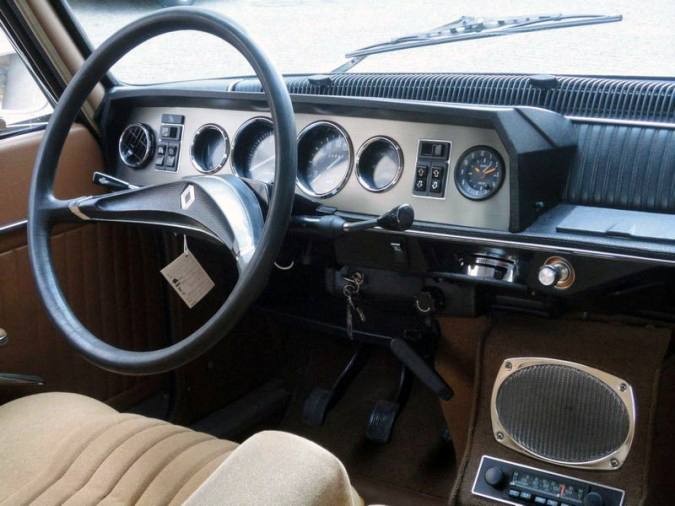
Салон Renault 16 TS 1975 года. Хорошо виден «горб» под панелью приборов, внутри которого располагался двигатель.

С конструктивной точки зрения Renault 16 представлял собой переднеприводной автомобиль, построенный по компоновке с продольным расположением двигателя внутри колёсной базы, позади трансмиссии и главной передачи. Данная схема, характерная для первых переднеприводных Renault или, например, Citroen DS, обусловила такие особенности автомобиля, как невысокие тягово-сцепные качества из-за недостаточной загрузки передних колёс и сильно загромождённое силовым агрегатом пространство передней части салона. Подвеска всех колёс — торсионная независимая, причём из-за последовательного расположения поперечных торсионов задней подвески на продольных рычагах колёсная база автомобиля справа и слева отличалась на 7 сантиметров.
Изначально 16 модель оснащалась лишь четырёхступенчатой механической коробкой передач, однако в 1969 году стала доступна версия с трёхступенчатой автоматической коробкой. В начале 1970-х годов механическая коробка была модернизирована и получила пятую передачу. Renault 16 имел подрулевой рычаг переключения скоростей.

## История
Премьера предсерийных прототипов состоялась на Парижском автосалоне в октябре 1964 года. Производство началось в марте 1965 года на заводе в Сандувиле в Нормандии.
Модель стала этапной для европейского автостроения, положив начало популяризации автомобилей «семейного» класса с кузовом хетчбэк, а также переднего привода. Renault 16 позиционировался как семейный автомобиль с большим функционалом: за счёт складывающегося заднего дивана объём багажного отсека сильно увеличивался, за счёт чего можно было перевозить объёмные грузы. Фактически Renault 16 установил стандарты для этого класса на многие годы вперёд и послужил объектом подражания для многих производителей как во Франции, так и за её пределами.
Модель Renault 16, даже несмотря на необычный дизайн, очень быстро обрела популярность не только во Франции, но и в странах Западной Европы. Уже в 1966 году Renault 16 был удостоен титула «Европейский автомобиль года». Автомобиль выпускался в течение 15 лет, и даже в конце этого срока пользовался хорошим спросом, оставаясь среди наиболее популярных моделей в своём классе.
После успешного старта продаж в Европе, в конце 1968 года модель поступила на американский рынок, где продавалась как Renault 16 Sedan-Wagon. По американским стандартам одиночные блоки фар были заменены двумя круглыми раздельными лампами-фарами, а изменённые бамперы увеличили общую длину автомобиля до 4270 мм. Его двигатель развивал максимальную мощность 62 л.с. (46 кВт; 61 л.с.) при 5200 об / мин. В США Renault 16 продавалась до 1972 года небольшим тиражом. В Канаде Renault 16 собирался на совместном предприятии Renault-SOMA в пригороде Монреаля до 1974 года. На канадских автомобилях устанавливались различные виды поворотников, а также несколько разных задних фонарей.
С 1965 по 1977 год Renault 16 собирались в Австралии из французских машинокомплектов местным подразделением Renault Australia.
В 1969—1979 г.г. на некоторые комплектации Renault 16 ставилась автоматическая коробка передач.

## Модернизация
- Апрель 1965 – Renault 16 представлен широкой публике в двух версиях: Grand Luxe и Super, обе оснащены двигателем объёмом 1470 куб. см
- Осень 1965 года - Начало сборки Renault 16 с правым рулём для рынка Великобритании.
- 1967 год – Доработаны вентиляция и отопление, видоизменена приборная панель.
- 1968 год – Появляется версия Renault 16 TS. Она оснащалась новым двигателем объёмом 1,6 л., совершенно новой приборной панелью (с тахометром и датчиком температуры воды) и торпедой, а также двухскоростными дворниками, плафоном освещения со стороны пассажира, а также люком в крыше с ручным управлением и передними стеклоподъёмниками с электроприводом[7].
- 1969 год – Версия TS получает лампы заднего хода (установленные под задними стоп-сигналами). На других же моделях лампы заднего хода ставились в качестве дополнительной опции.
- 1969 год – Представлен Renault 16 TA с автоматической коробкой передач.
- 1970 год – На всех автомобилях Renault 16 в обязательном порядке появились передние ремни безопасности.
- 1971 год – Renault 16 подвергается незначительной модернизации. Среди наиболее явных изменений – новые прямоугольные задние фонари. Grand Luxe и Super заменены на версии L и TL, обе из которых получают тот же двигатель объёмом 1,6 л., что и TS. TA снят с производства, и автоматическая коробка передач доступна в качестве опции для всей линейки Renault 16.
- 1973 год – На Парижском автосалоне показана премиальная модель Renault 16 TX, оснащённая двигателем объёмом 1,7 л. (увеличенная версия двигателя TS) и пятиступенчатой механической коробкой передач. TX отличался от других 16-х моделей по внешнему виду четырьмя прямоугольными фарами с большими поворотниками под ними. Дополнительно на TX могли быть установлены диски Gordini, задний спойлер, дворник на заднем стекле, ремни безопасности с преднатяжителями, электрические стеклоподъёмники, центральный замок и кондиционер[8].
- 1974 год – Алюминиевая решётка радиатора на L, TL и TS заменена на более дешёвую чёрную пластиковую решётку.
- 1975 год – Запуск в производства Renault 20/30, который должен в дальнейшем сменить на конвейере 16-ю модель, хотя и продолжает производиться параллельно со старой моделью.
- 1976 год – Автоматическая коробка передач перестала быть доступной в качестве опции на L, TL и TS; однако была выпущена автоматическая модель TL.
- 1977 год – Производство L и TS прекращено, поскольку Renault представляет новый седан Renault 18.
- 1978 год – Все модели теперь имеют лампы заднего хода, установленные в стандартной комплектации.
- 1979 год – Задние трёхточечные ремни безопасности становятся обязательными для всех моделей. TL Automatic снят с производства.
- Январь 1980 – Прекращение производства Renault 16.

## Галерея

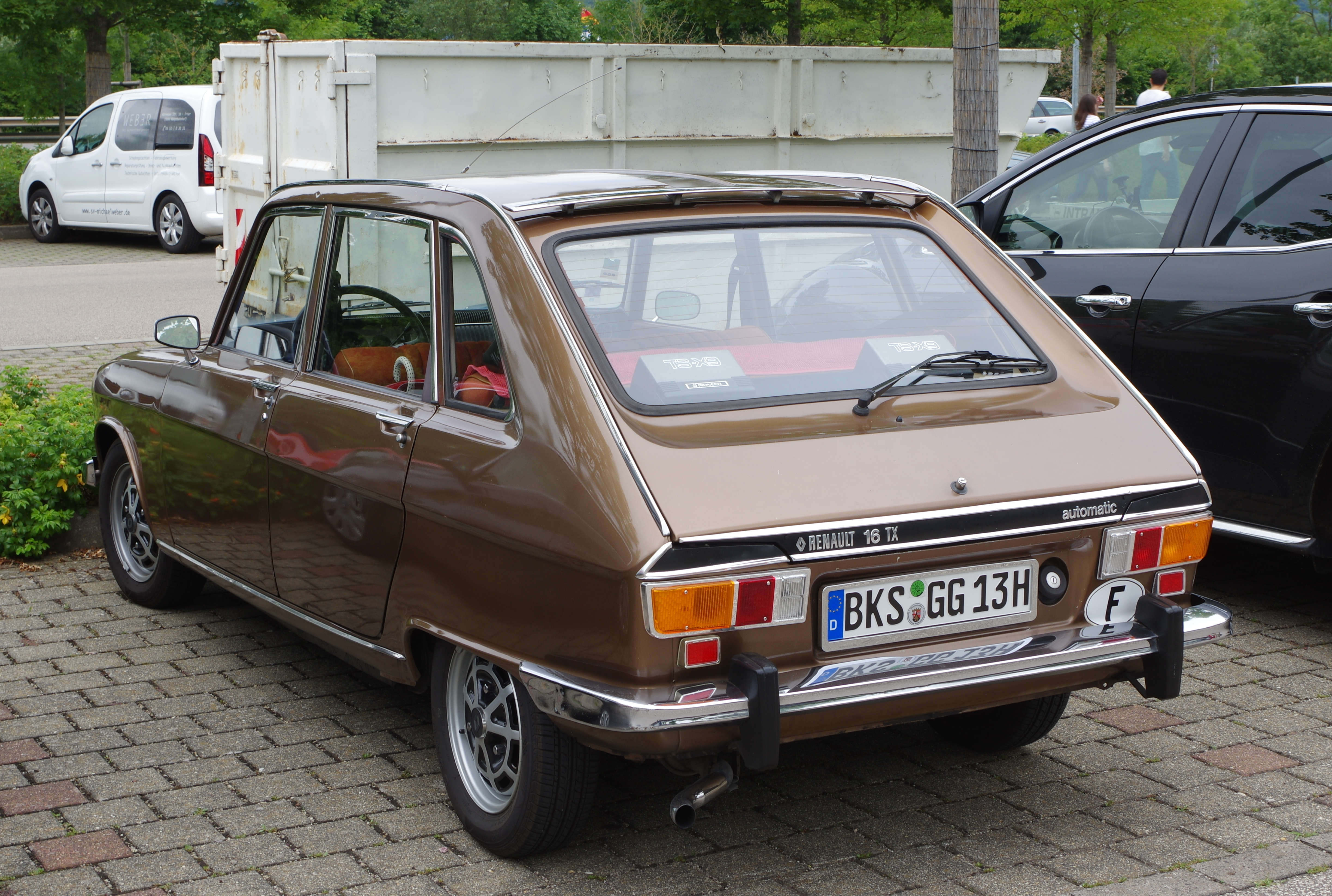
Оформление задней части после 1971 года
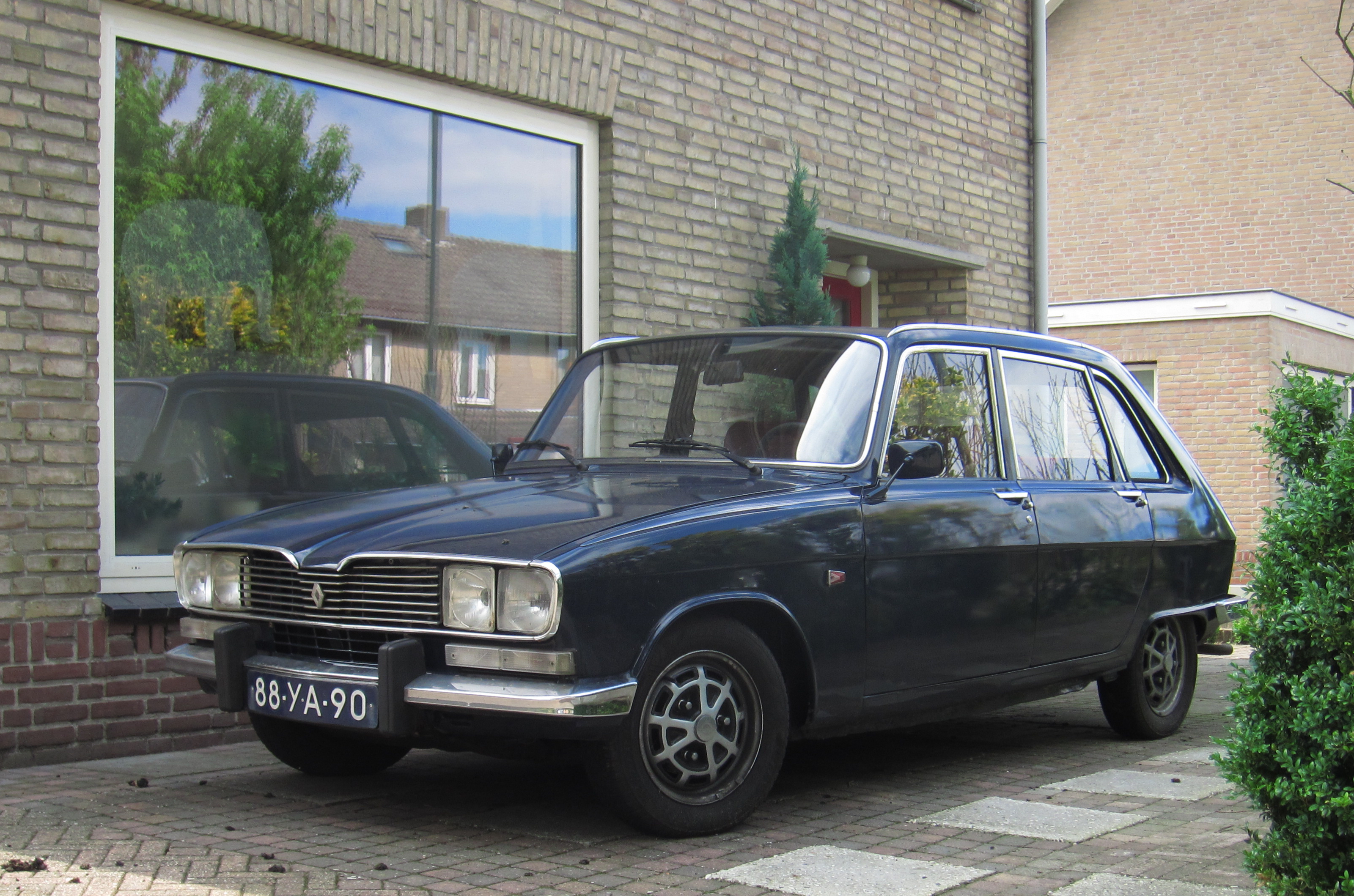
Renault 16 TX
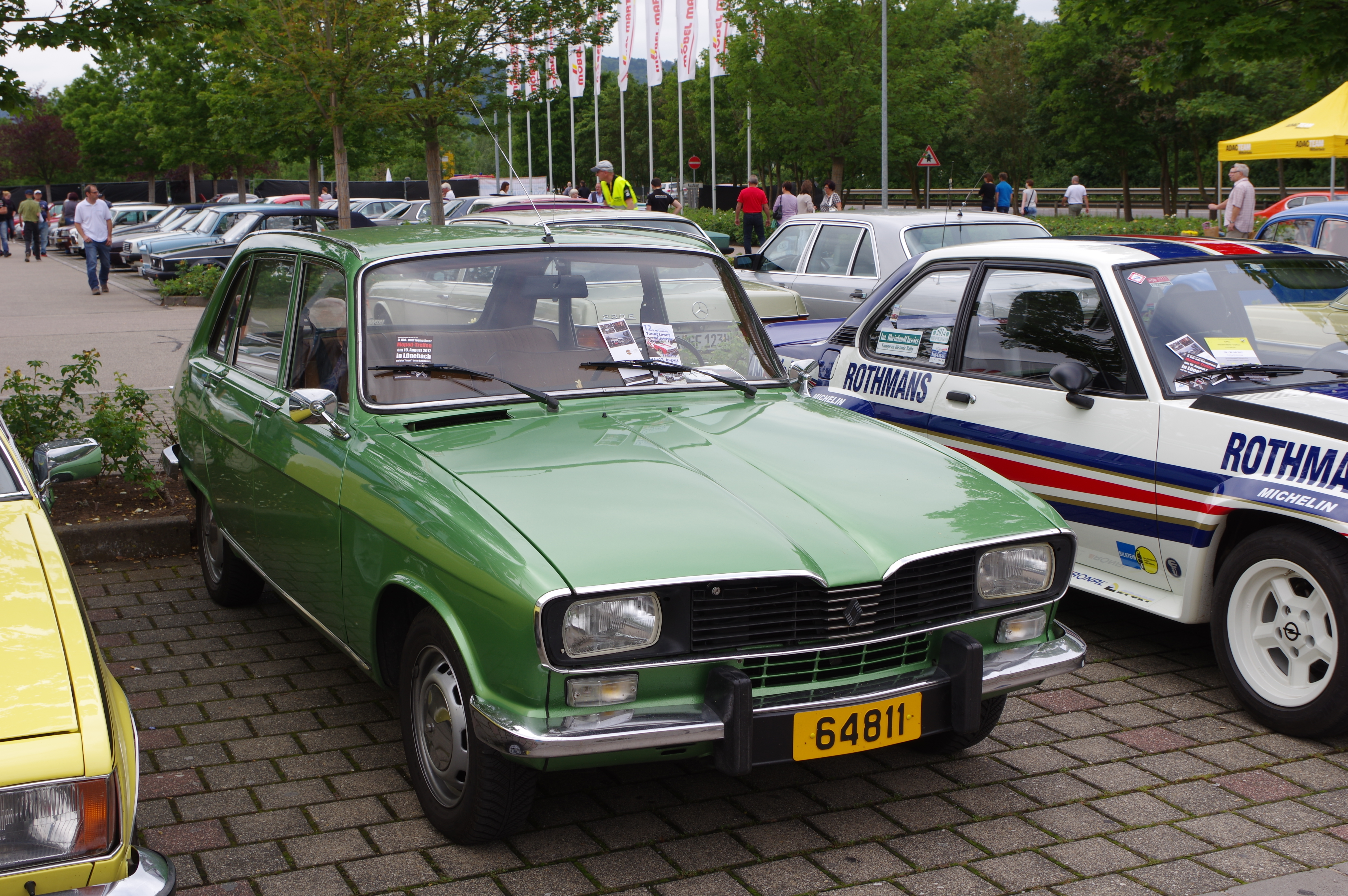
Renault 16 с чёрной пластиковой решёткой радиатора
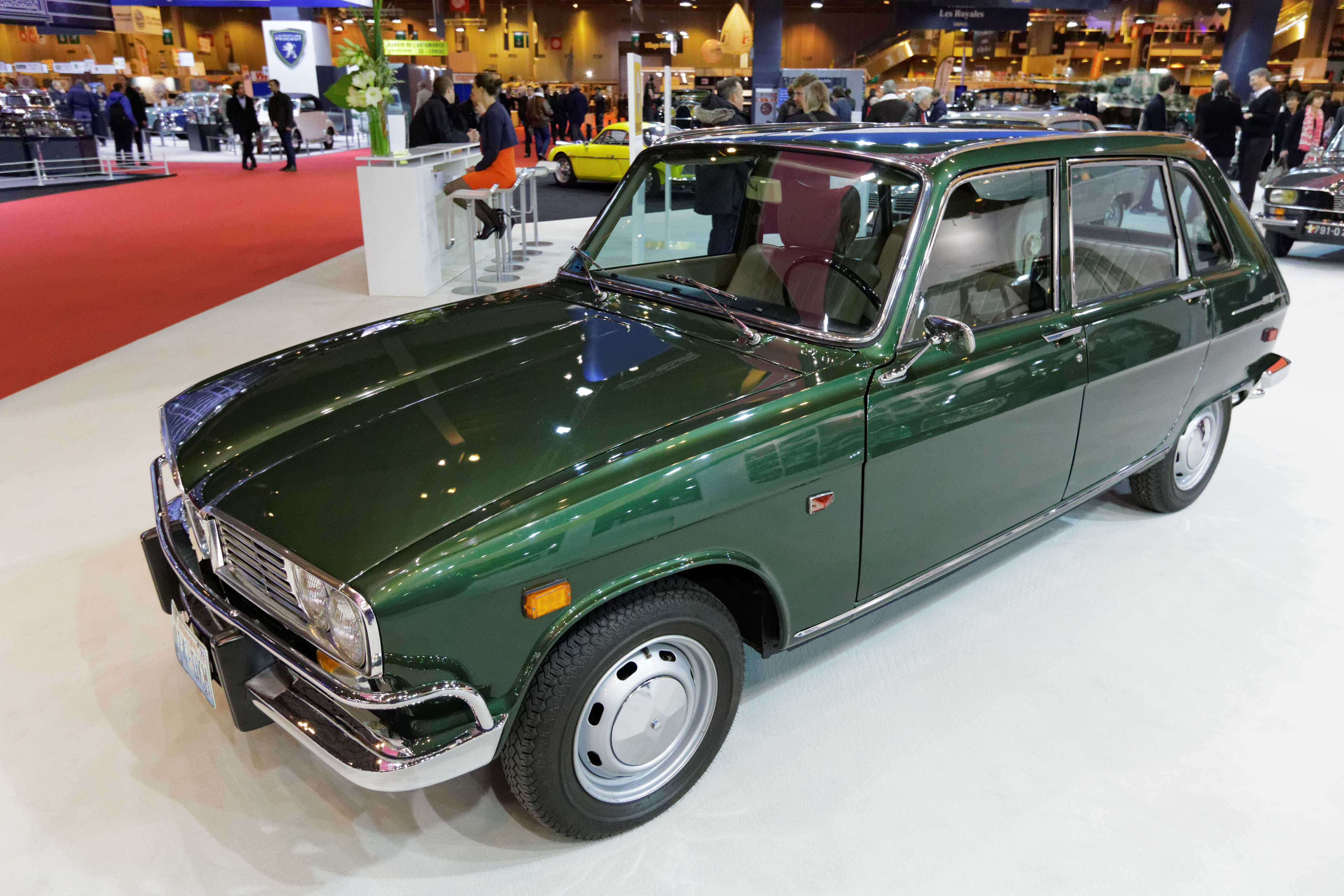
Renault 16 Sedan-Wagon для рынка США
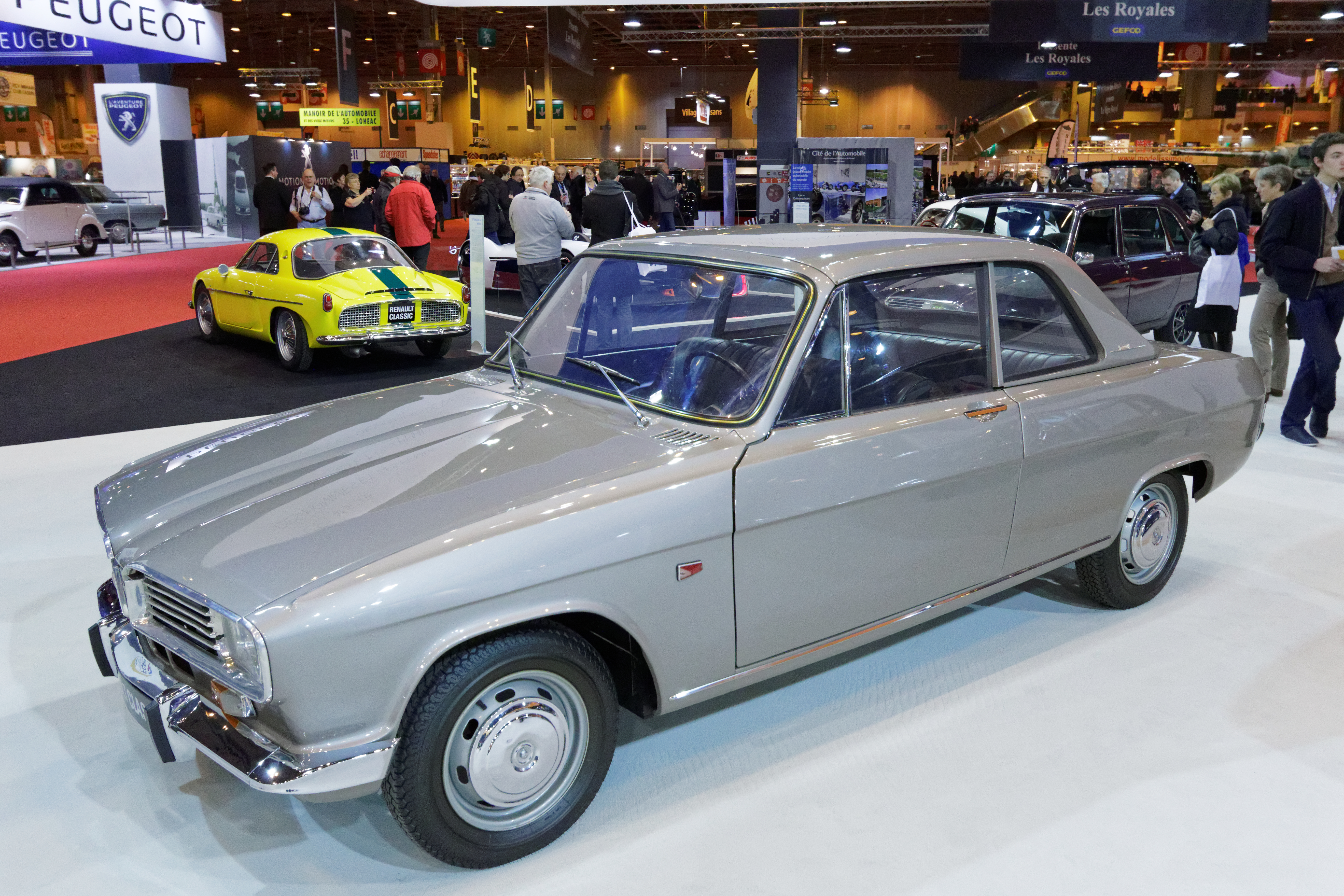
Опытный образец Renault 16 в кузове купе-кабриолет. Из-за того, что для нового типа кузова пришлось бы осваивать новую технологию штамповки кузовных панелей, автомобиль в серию не пошёл
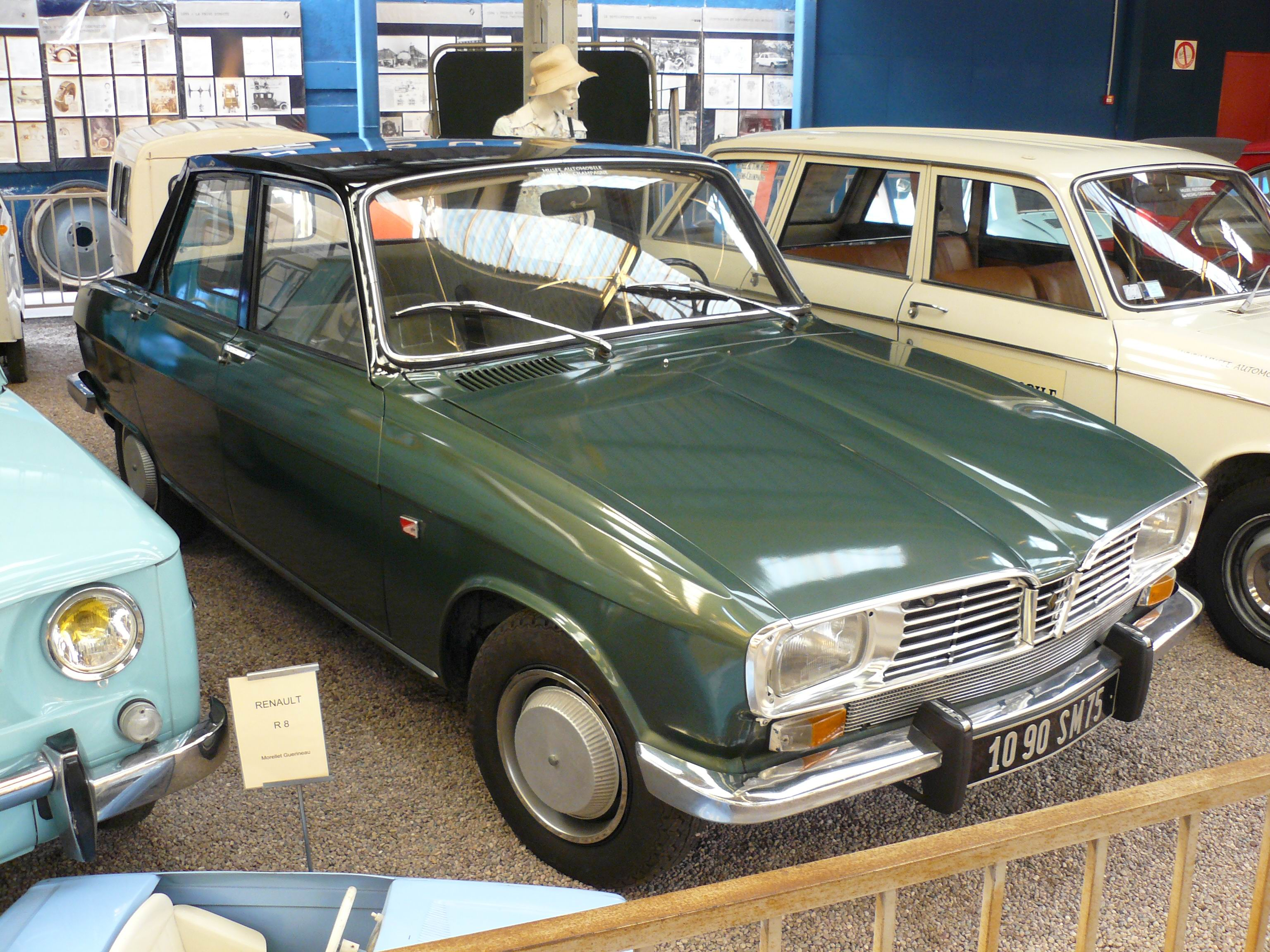
Аналогичный опытный образец в кузове седан, в серию не пошёл